# Ден-Ілп
Ден-Ілп (нід. Den Ilp) — село в нідерландській провінції Північна Голландія. Входить до муніципалітету Ландсмер.
Його площа становить 12,09 км², а населення станом на 2021 рік складало 985 осіб.

## Забудова
Форма Ден-Ільп майже вертикальна, і в основному сформована навколо єдиної однойменної дороги, з двома дорогами, що розгалужуються на захід на півдорозі вздовж Ден-Ільп. Ден Ільп характеризується як вузька дорога, оточена ровами з окремими мостами, що ведуть до окремих будинків.
Село з'єднане з головним селом Ландсмеєр. Ландсмеєр, у свою чергу, з'єднаний з Амстердамом і Оостзааном. На північ розташоване село Пурмерланд, на краю муніципалітету Ландсмеєр і ближче до Пурмеренда.

## Галерея

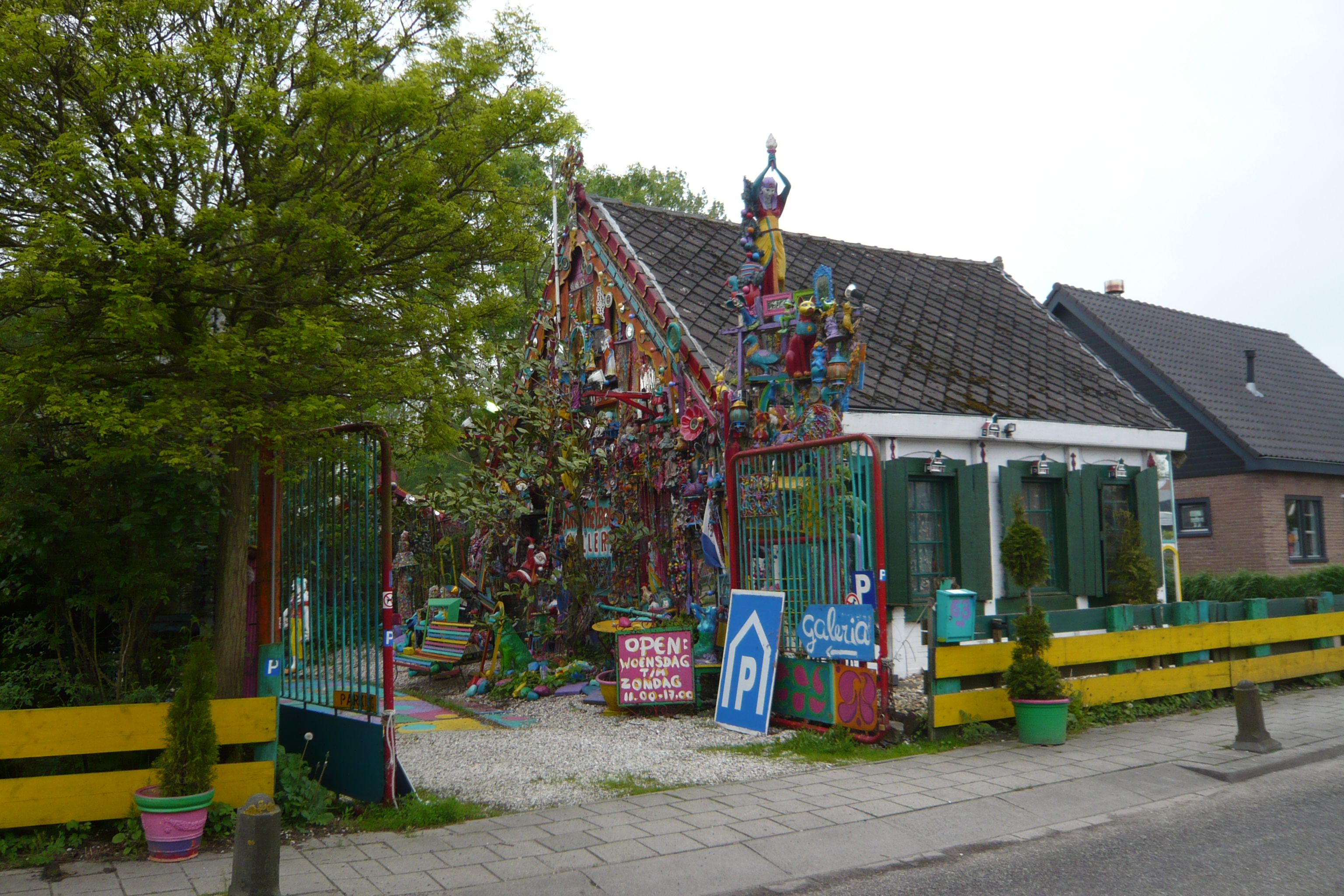
Художня галерея Антона Гейбура
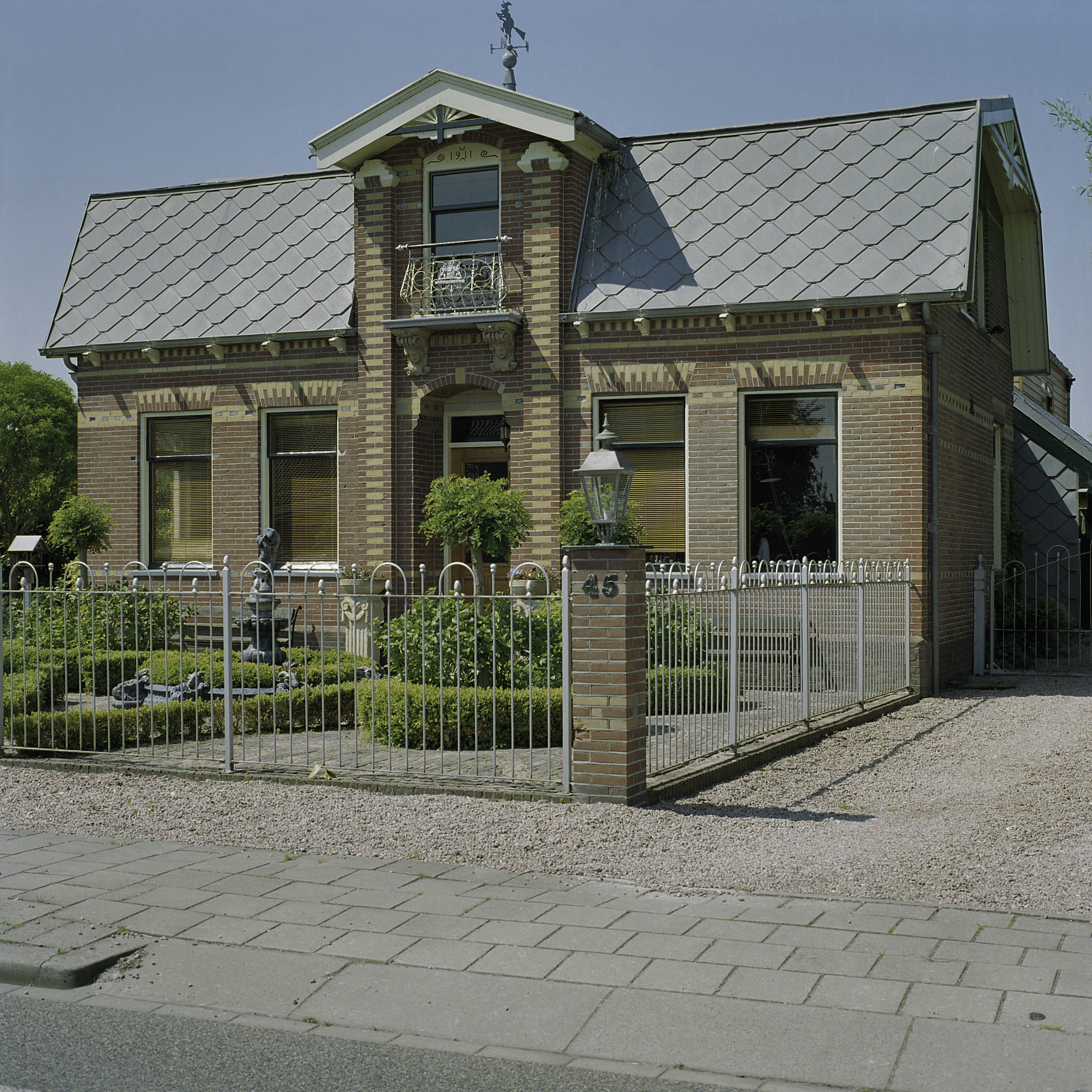
Будинок у Ден-Ілпі